# لوک ینسن
 لوک ینسن (انگلیسی: Luke Jensen؛ زاده ۱۸ ژوئن ۱۹۶۶) یک تنیس‌باز اهل ایالات متحده آمریکا است.